# Folke Alnevik
Arvid Folke Alnevik, född 31 december 1919 i Arbrå, död 17 augusti 2020 i Gävle, var en svensk friidrottare och officer.
Han blev olympisk bronsmedaljör i London 1948, då han sprang stafetten på 400 meter tillsammans med Kurt Lundquist, Lars-Erik Wolfbrandt och Rune Larsson. Han blev bronsmedaljör vid EM i Oslo 1946, som startman i stafetten på 4 x 400 m, tillsammans med Stig Lindgård, Sven-Erik Nolinge och Tore Sten. Han segrade 1947 på 400 meter vid Student-VM i Paris. Personligt rekord på 400 meter - 48,1 (1947). Folke Alnevik representerade under sin karriär Bollnäs GIF, Gefle IF, I 14 IF, Stockholms Studenters IF och Gefle SGF. Han är begravd på Gamla kyrkogården i Gävle.